# Тиливалди, Исмайил
Исмайил Тиливалди (уйг. ئىسمائىل تىلىۋالدى‎, кит. 司马义·铁力瓦尔地; род. 29 октября 1944 года) ― китайский политик уйгурского происхождения. Занимал посты председателя Синьцзян-Уйгурского автономного района ― главы правительства Синцзяна в 2003―2007 гг., а также заместителя председателя Постоянного комитета Всекитайского собрания народных представителей в 2008―2013 гг.

## Биография
По происхождению уйгур. Начал трудовую деятельность в 1967 году и вступил в Коммунистическую партию Китая в мае 1973 года. В 1967 году Тиливальди окончил Синьцзянский университет по специальности «математика».
Во время культурной революции Тиливалди был отправлен в сельскую местность на «перевоспитание». Там он работал переводчиком на тракторной фабрике местной коммуны. В 1973 году он перешёл на работу в организационном отделе округа Шуфу. Учился в Центральной партийной школе в начале 1980-х годов с целью подготовки для занятия более высокой партийной должности.
Занимал посты заместителя начальника и начальника организационного отдела округа Кашгар, заместителя комиссара (эквивалент мэра) Кашгара, заместителя секретаря партии Кашгара, комиссара Кашгара.
С 1993 года Тиливалди занимал должность генерального секретаря Синьцзянского автономного регионального правительства, заместителя политического комиссара Синьцзянского производственного и строительного корпуса НОАК . В 1998 году Тиливалди вошёл в Постоянный комитет регионального отделения КПК в Синьцзяне и стал заместителем секретаря Региональной комиссии по политическим и правовым вопросам Синьцзяна.
В январе 2003 года он был избран председателем Синьцзянского региона на первой сессии десятого Синьцзянского народного конгресса.
Исмайил Тиливалди также был кандидатом в члены XVI съезда ЦК КПК и полноправным членом XVI съезда ЦК.